# Anita Schneider

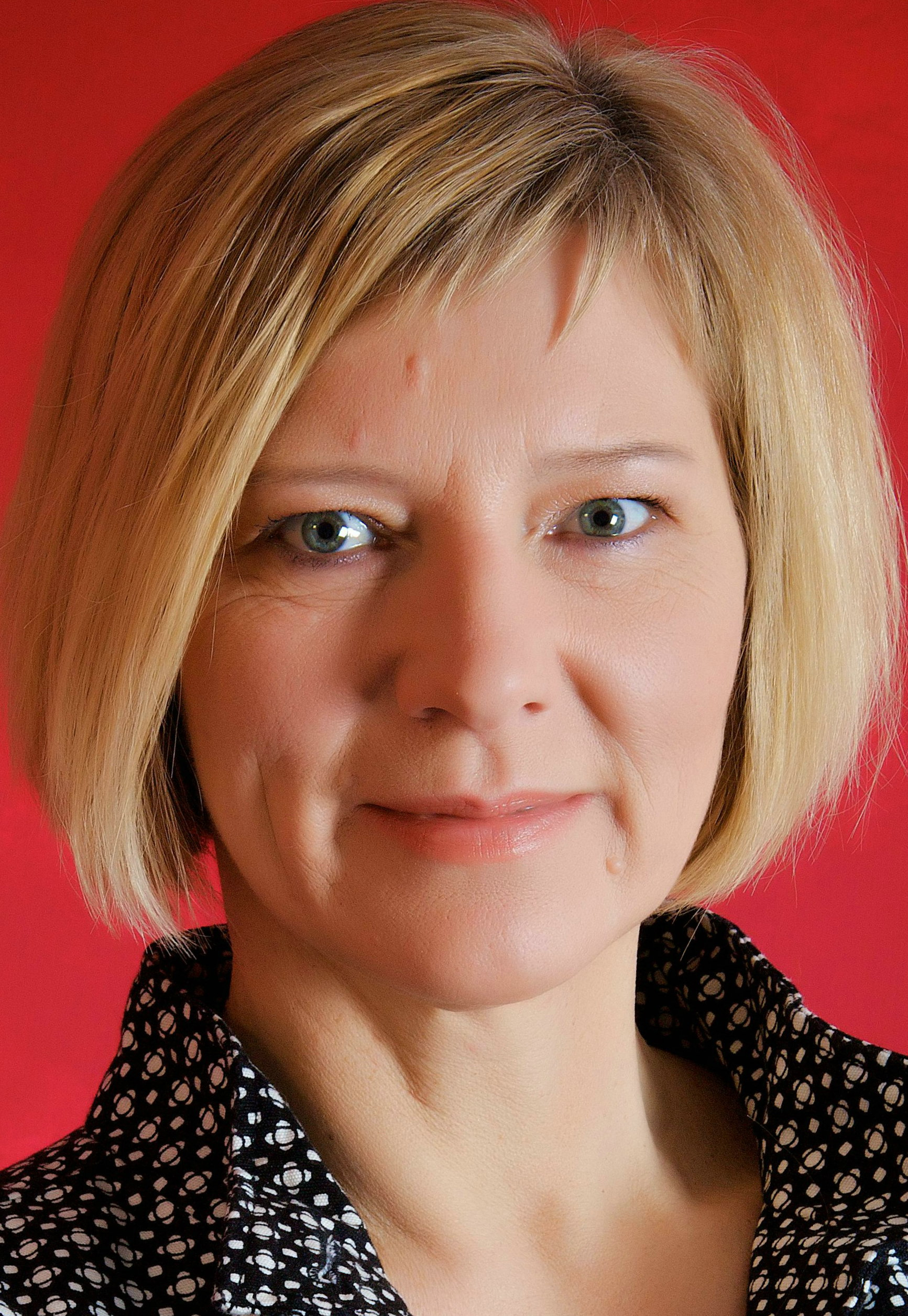
Anita Schneider (2011)

Anita Schneider (* 19. August 1961 in Jugenheim an der Bergstraße) ist eine deutsche Politikerin (SPD) und die erste Landrätin in Hessen. Am 1. November 2024 wählte der Hessische Landkreistag sie zur Präsidentin.

## Leben und Beruf
Aufgewachsen in Bickenbach an der Bergstraße, absolvierte Schneider nach dem Abitur ein Studium der Politikwissenschaften mit den Nebenfächern Wirtschaft, Recht und Soziologie an der Ruprecht-Karls-Universität in Heidelberg und an der Johann-Wolfgang-Goethe-Universität in Frankfurt am Main, das sie 1990/91 als Diplom-Politologin mit „sehr gut“ abschloss.
Schneider ist verheiratet und hat eine Tochter.
Von 1992 bis 1998 war sie Fraktionsassistentin der Frankfurter SPD-Fraktion im Römer. 1998 wechselte sie als persönliche Referentin des Oberbürgermeisters Manfred Mutz zur Stadtverwaltung Gießen. Von 2002 bis 2005 übernahm sie im Finanzdezernat der Stadt Gießen die Stabsstelle Beteiligungsmanagement. 2005 wechselte sie als Referentin des Sozialdezernenten Franz Frey zur Stadtverwaltung Frankfurt am Main. Von Juli 2006 bis zum Amtsantritt als Landrätin des Landkreises Gießen im Januar 2010 leitete sie ein Sozialrathaus in Frankfurt.

## Öffentliche Ämter
Seit dem 21. Januar 2010 ist Schneider Landrätin des Landkreises Gießen. Bei der Direktwahl am 14. Juni 2015 wurde sie mit 62,1 % im ersten Wahlgang im Amt bestätigt. Ebenfalls verteidigte sie ihr Amt am 24. Oktober 2021 in einer Stichwahl mit 66,4 %.
2019 wurde Schneider von der Bundesregierung in die Fachkommission zu den Rahmenbedingungen der Integrationsfähigkeit berufen.
Am 1. November 2024 wählte der Hessische Landkreistag sie zur Präsidentin. Sie ist die erste Frau in diesem Amt und löste Wolfgang Schuster ab, der sich aus Altersgründen nicht mehr zur Wahl stellte. Sie übernimmt gleichzeitig das Amt der Vizepräsidentin des Deutschen Landkreistages.